# Ashcan School

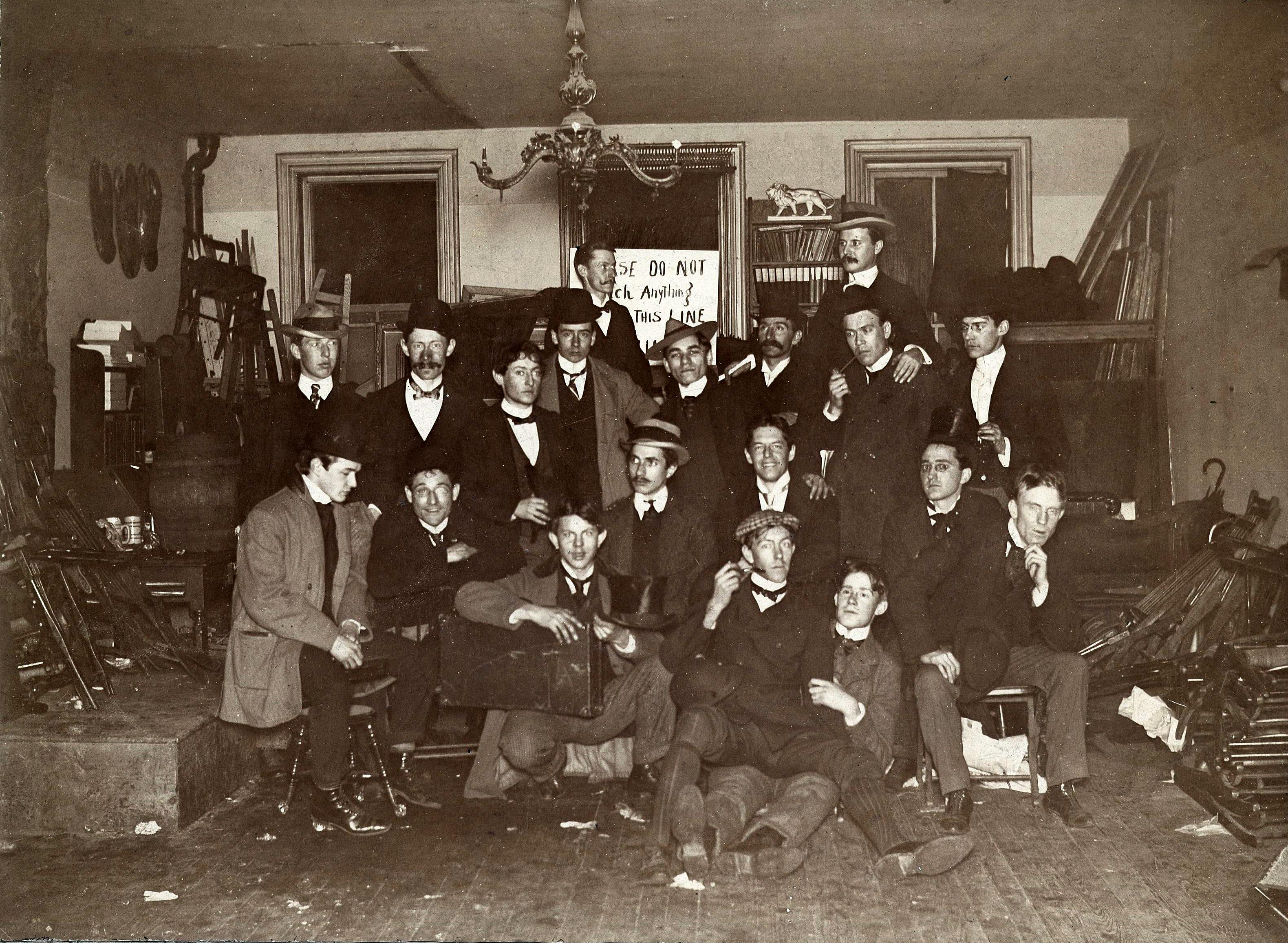
I membri della Ashcan School

La Ashcan School o Ash Can School era un movimento pittorico statunitense attivo fra la fine del diciannovesimo e gli inizi del ventesimo secolo. 

## Caratteristiche
Gli esponenti della Aschcan School ritraevano scene di vita quotidiana solitamente ambientate nei quartieri più poveri di New York e si ispiravano alle poesie di Walt Whitman. Fra i più noti e importanti esponenti del movimento vi erano Robert Henri (1865–1929), George Luks (1867–1933), William Glackens (1870–1938), John Sloan (1871–1951) ed Everett Shinn (1876–1953). 
L'epoca è quella di Theodore Roosevelt, nemico dei monopoli, cui corrispondeva, in letteratura, l'opera di Theodore Dreiser, «ovunque la riforma sociale era ispirata da un nuovo interesse per la classe proletaria». I pittori della Ashcan School, la scuola che fu tradotta, nel 1966, Bidone della spazzatura, nel volume della casa editrice Cappelli La pittura americana, «dichiaravano che i poveri erano soggetti artistici più interessanti dei ricchi perché erano più vicini alla natura». George Bellows, riconosciuto come uno degli artisti più importanti dell'arte americana del XX secolo è stato valutato, benché il più giovane del gruppo, «il più grande pittore della Scuola del Bidone della spazzatura». In effetti lo stesso nome del movimento viene da un'opera di George Bellows dal titolo Disappointments of the Ash Can.
L'Ashcan School è connessa al gruppo the Eight per quanto concerne l'arte americana ed il pittore Robert Henri rappresenta un punto di collegamento dei due movimenti che di fatto hanno caratterizzato la nuova concezione nata in opposizione alla National Academy of Design. La grafica dei nuovi mezzi di comunicazione, a partire dai giornali e dal cinema, viene ad essere tendenza specifica del nuovo continente pur investendo il mondo intero. «Non è un paradosso. La grafica è l'arte del nostro tempo» e questo linguaggio riguarda il taglio delle foto (e dei fotogrammi), il carattere, il disegno. I componenti dei due gruppi furono, oltre che pittori, illustratori e disegnatori di giornali e il legame con l'humour era alla base del loro stile. Il disegno di Bellows Disappointments of the Ash Can appare nell'aprile 1915 sul Philadelphia Record, George Luks continuerà a disegnare Yellow Kid, «la serie (...) ideata da Outcault» sostituendolo nella realizzazione.